# Alejandro Aza
Alejandro Aza Puch fue un minero y político peruano.
En 1906 fue elegido por primera vez al Congreso de la República como senador suplente por el departamento de Junín. Al año siguiente se presentó como candidato a diputado y fue elegido diputado por la provincia de Tarma. Desempeñó su mandato durante los primeros gobiernos de José Pardo y Barreda y Augusto B. Leguía.